# Czarne Ściany

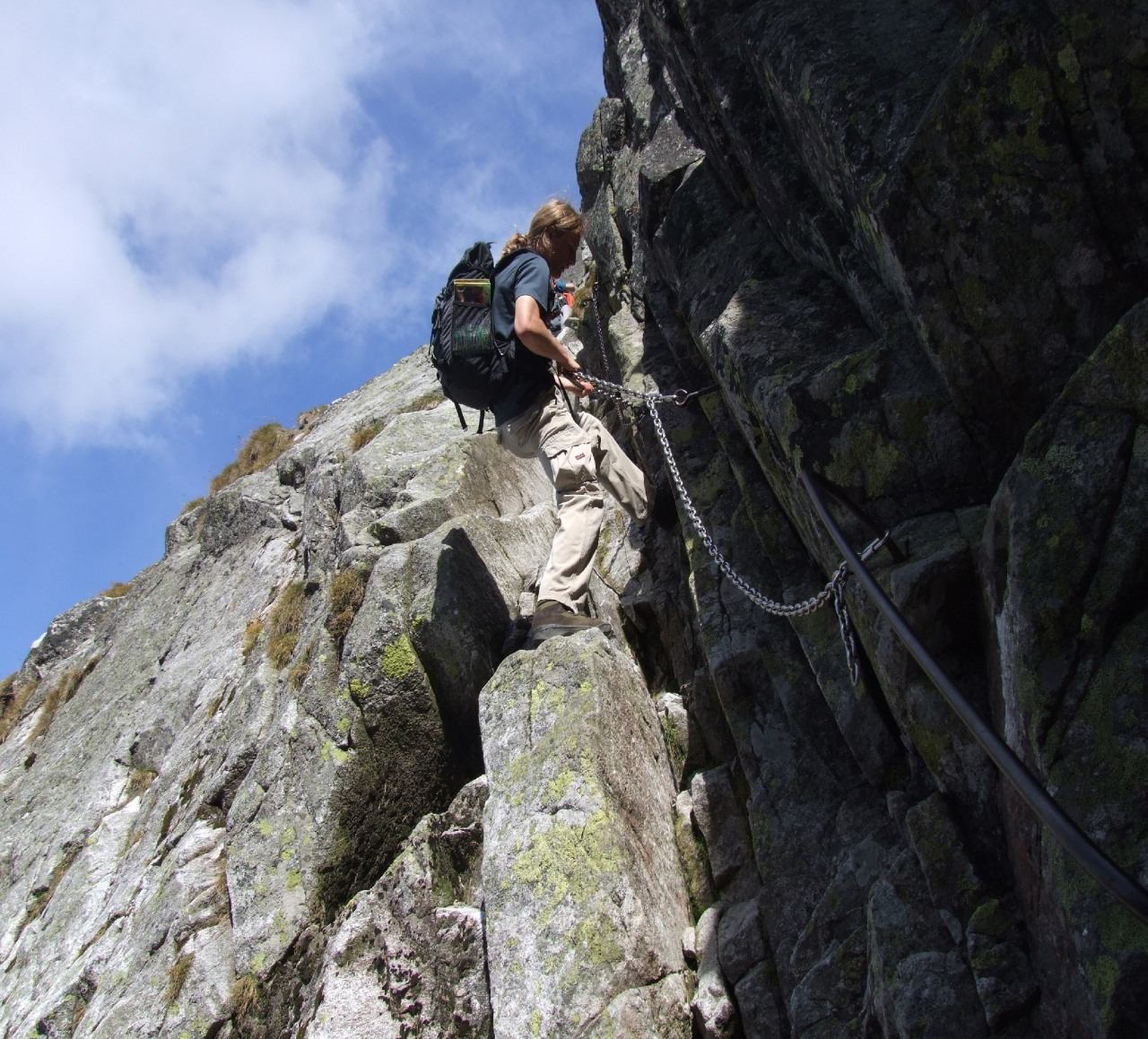
Höhenweg Orla Perć

Die Schwarzwand (polnisch Czarne Ściany) ist ein Berg in der polnischen Hohen Tatra mit 2242 m im Massiv des Kozi Wierch. Auf dem Gipfel verläuft die Grenze zwischen den Gemeinden Zakopane im Westen und Bukowina Tatrzańska, konkret den Ortsteil Brzegi, in der Woiwodschaft Kleinpolen im Landkreis Powiat Tatrzański.

## Lage und Umgebung
Unterhalb des Gipfels liegen die Täler Roztokatal, konkret sein Hängetal Buchental, im Osten und das Seealmtal, konkret sein Hängetal Dolina Czarna Gąsienicowa, im Westen. Dem Massiv vorgelagert ist der Gipfel Czarny Mniszek.
Vom Gipfel des Buczynowa Strażnica wird die Czarne Ściany durch den Bergpass Schwarzwandscharte (Przełączka nad Dolinką Buczynową)getrennt und von dem nördlich gelegenen Gipfel Hinterer Sieczka-Turm durch den Bergpass Hintere Sieczka-Scharte.

## Etymologie
Der polnische Name Czarne Ściany lässt sich als Schwarze Wände übersetzen. In der Vergangenheit wurde das ganze Massiv des Kozi Wierch als Czarne Ściany bezeichnet.

## Flora und Fauna
Trotz seiner Höhe besitzt die Czarne Ściany eine bunte Flora und Fauna. Es treten zahlreiche Pflanzenarten auf, insbesondere hochalpine Blumen und Gräser. Neben Insekten und Weichtieren sowie Raubvögeln besuchen auch Murmeltiere und Gämsen den Gipfel.

## Tourismus
Die Czarne Ściany sind bei Wanderern und Kletterern beliebt. Sie liegt auf dem Höhenweg Orla Perć. 

### Routen zum Gipfel
Der Höhenweg Orla Perć führt über die Kozie Czuby vom Bergpass Zawrat zum Bergpass Krzyżne.
- ▬ Ein rot markierter Wanderweg führt vom Kasprowy Wierch über die Gipfel Beskid und Pośrednia Turnia sowie die Bergpässe Liliowe und Świnicka Przełęcz auf die Świnica und weiter zum Höhenweg Orla Perć, der beim Bergpass Zawrat beginnt. Als Ausgangspunkt für eine Besteigung aus den Tälern eignen sich die Berghütten Schronisko PTTK Murowaniec sowie Schronisko PTTK w Dolinie Pięciu Stawów Polskich.

## Belege
- Zofia Radwańska-Paryska, Witold Henryk Paryski: Wielka encyklopedia tatrzańska. Poronin, Wyd. Górskie, 2004, ISBN 83-7104-009-1.
- Tatry Wysokie słowackie i polskie. Mapa turystyczna 1:25.000, Warszawa, 2005/06, Polkart, ISBN 83-87873-26-8.